# Lobianchia gemellarii
Il coda lucente (Lobianchia gemellarii) è un pesce abissale della famiglia Myctophidae.

## Distribuzione e habitat
È presente nel mar Mediterraneo e nell'Oceano Atlantico. Nei mari italiani è piuttosto raro e si rinviene raramente spiaggiato sulle rive dello stretto di Messina, nei mesi primaverili.

Vive in profondità, fino ad alcune migliaia di metri ma di solito staziona in acque tra i 300 ed i 1000 metri, in corrispondenza di profondità molto maggiori, conducendo una vita pelagica.

## Descrizione
Come tutti i pesci lanterna si può identificare con certezza solo attraverso l'osservazione dei fotofori, per la descrizione e per la legenda dei fotofori vedi la voce Myctophidae.
I fotofori sono divisi in due porzioni di uguali dimensioni da una membrana nera. Il fotoforo Dn è molto piccolo, ed il Dv del tutto assente. Gs presente nei maschi, sostituito da un Gi nelle femmine.
Si può distinguere dall'affine Lobianchia dofleini per i fotofori POL in numero di due (in L. dofleini il POL è singolo) e per i Prc tutti alla stessa distanza l'uno dall'altro.

Il colore è molto scuro, quasi nero, con i fotofori blu violaceo.

Può eccezionalmente raggiungere gli 11 cm ma in genere non supera i 5 cm.

## Biologia
Si sa ben poco circa la biologia di questo pesce. Si pescano le sue larve agli inizi della primavera; i giovanili hanno pinne pettorali con raggi allungati.

## Pesca
Occasionale. Non presenta alcun interesse economico.